# Marina Kariagina
Marina Fiodorowna Kariagina (ros. Марина Фёдоровна Карягина; ur. 14 stycznia 1971 w Staroje Achpierdino) – rosyjska poetka, prozaik i dramatopisarka, dziennikarka telewizyjna, scenarzystka i redaktorka narodowości czuwaskiej.

## Biografia
Marina Kariagina urodziła się we wsi Staroje Achpierdino, w rejonie batyriewskim, w należącej do Rosji nadwołżańskiej republice Czuwaszji. Ukończyła wydział filologii i kultury czuwaskiej Czuwaskiego Uniwersytetu Państwowego im. I.N. Uljanowa w Czeboksarach i wydział nauk politycznych i społecznych Rosyjskiego Państwowego Uniwersytetu Społecznego w Moskwie. Od 1992 r. pracuje jako korespondentka, redaktorka, autorka programów i prezenterka telewizyjna w Czuwaskiej Państwowej Telewizji i Radiu „Czuwaszja”. Jest członkinią Związku Pisarzy Rosji (od 1996), Związku Dziennikarzy Rosji (od 1997), Związku Operatorów Filmowych Republiki Czuwaskiej (od 2019). W 2012 r. została wyróżniona tytułem honorowym Zasłużony Artysta Republiki Czuwaskiej. Laureatka Nagrody Państwowej Republiki Czuwaskiej w dziedzinie literatury i sztuki (2013) i szeregu innych nagród m.in.: nagrody literackiej i medalu im. Wasilija Mitty, nagrody dziennikarskiej im. Siemiona Elgera oraz nagrody im. Wasilija Nikołajewa. Nagrodzona srebrnym medalem na Ogólnorosyjskim Festiwalu Literackim (2017). Zwyciężczyni międzynarodowego konkursu poezji palindromicznej piszących w języku rosyjskim „Zołoto łoz” (2018). 
Kariagina zaczęła pisać w czasach szkolnych. Pierwsze wiersze zostały opublikowane w gazecie „Pioner sassi”. W czasie studiów publikowała swoje prace w czasopismach „Jalav”. i „Tăvan Atăl”. Jest autorką ponad dwudziestu książek. Tworzy w różnych gatunkach literackich: prozie, poezji, dramacie. Pisze dla dzieci i dorosłych, w języku rosyjskim i czuwaskim. Jest także autorką programów telewizyjnych i scenariuszy filmowych.      